# Hitendra Kanaiyalal Desai

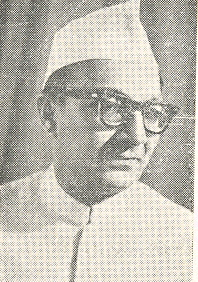
Hitendra Desai (1977)

Hitendra Kanaiyalal Desai (Gujarati: હિતેન્દ્ર દેસાઈ; * 9. August 1915 in Surat, heute: Gujarat; † 12. September 1993) war ein indischer Politiker des Indischen Nationalkongresses (INC), der unter anderem zwischen 1965 und 1971 Chief Minister von Gujarat sowie von 1976 bis 1977 Unionsminister für Minister für öffentliche Arbeiten und Wohnungsbau im zweiten Kabinett Indira Gandhi war.  Er gehörte ferner zwischen 1977 und 1980 als Mitglied der Lok Sabha an, der Ersten Kammer des Indischen Parlaments (Bhāratīya Saṃsad).

## Leben
Desai, Sohn von Shri Kanaiyalal Desai, begann nach dem Besuch des M. T. B. College in Surat sein Anfang der 1930er Jahre als Fünfzehnjähriger sein politisches Engagement und unterstützte Mohandas Karamchand Gandhi im Kampf für Indiens Unabhängigkeit. Er nahm an Gandhis Salzmarsch teil und begann zunächst ein grundständiges Studium an der University of Bombay, das er mit einem Bachelor of Arts (B.A.) beendete. Aufgrund seiner Noten im Fach Wirtschaftswissenschaften wurde ihm die Cobden Club Medal verliehen. Ein postgraduales Studium der Rechtswissenschaften an der University of Bombay schloss er mit einem Bachelor of Laws (LL.B.) ab. Aufgrund seiner Teilnahme an der Quit-India-Bewegung befand er sich von 1941 bis 1942 in Haft. Er war danach als Rechtsanwalt tätig.
1957 wurde Desai für den Indischen Nationalkongress (INC) zum Mitglied der Legislativversammlung des Bundesstaates Bombay gewählt, der er bis 1960 angehörte. Nach der Teilung des Bundesstaates Bombay in die neu gebildeten Bundesstaaten Gujarat und Maharashtra am 1. Mai 1960 war er zwischen 1960 und 1971 Mitglied der Legislativversammlung von Gujarat. Zugleich wurde er vom ersten Chief Minister von Gujarat Jivraj Mehta in die Regierung des Bundesstaates berufen und bekleidete auch unter dessen Nachfolger Balwantrai Mehta bis 1965 zahlreiche Ministerämter wie zum Beispiel als Minister für Inneres, Bildung, soziale Wohlfahrt, Recht und Gesetzgebung, Landwirtschaft, Forstwirtschaften und Prohibition.
Nachdem Chief Minister Balwantrai Mehta am 19. September 1965 bei einem Abschuss seines Flugzeugs durch die pakistanischen Luftstreitkräfte über dem Distrikt Kachchh in der Indisch-Pakistanischen Grenzregion ums Leben gekommen, wurde Desai nach einer vorübergehenden Präsidialregierung (President’s rule) von Staatspräsident S. Radhakrishnan am 1. Oktober 1965 Chief Minister von Gujarat und übte dieses Amt bis zum 12. Mai 1971 aus. Danach kam es abermals zwischen dem 13. Mai 1971 und dem 16. August 1972 zu einer Präsidialregierung des nunmehrigen Staatspräsidenten V. V. Giri, ehe Ganshyam Bhai Oza am 17. August 1972 neuer Chief Minister des Bundesstaates wurde. Während seiner Amtszeit als Chief Minister kam es zwischen September und Oktober 1969 zu blutigen Unruhen zwischen Hindus und Muslimen in Gujarat, bei den 512 Menschen getötet und weitere 1084 Personen verletzt wurden.
Als Nachfolger von Kotha Raghuramaiah wurde Desai am 23. Dezember 1976 von Premierministerin Indira Gandhi zum Minister für öffentliche Arbeiten und Wohnungsbau in deren zweites Kabinett berufen, dem er bis zum Ende von Gandhis Amtszeit am 24. März 1977 angehörte. Bei der Parlamentswahl vom 16. bis 20. März 1977 wurde er für den INC zum Mitglied der Lok Sabha gewählt, der Ersten Kammer des Indischen Parlaments (Bhāratīya Saṃsad). Dort vertrat er bis zur Wahl am 3. und 6. Januar 1980 den Wahlkreis Gujarat-Godhra. Während seiner Parlamentszugehörigkeit war er Mitglied der Lok-Sabha-Ausschüsse für öffentliche Unternehmen und für Privilegien.
Desai war seit 1954 mit Shrimati Sagunaben verheiratet.